# Ermita de Sant Isidre (Altea)
L'ermita de Sant Isidre és una ermita que es troba a Altea (la Marina Baixa). Va ser construïda per iniciativa dels veïns en 1999 en la partida dels Arcs.
És de planta quadrada de 8 per 8 metres, i la façana està coberta de trossos de ceràmica blanca. En la façana principal, a mà esquerra trobem un xicotet campanar amb una creu de fusta. L'estil de l'ermita és un estil modern, trencant amb el d'altres ermites del mateix terme com ara la de Santa Bàrbera del Cascall o la de Sant Lluís  Beltran al Barranquet, entre d'altres.

## Festivitat
Les festes de Sant Isidre se celebren en agost. Durant les seues festes hi ha diferents actes com la tradicional romeria, l'entrada de la murta, el sopar de germanor, la coca a la "llumà" i la paella gegant entre molts altres. Abans de la festa se celebra un quinari en honor del sant.

## Història
La zona on es va construir l'ermita és coneguda popularment com "Els Pilars", ja que just enfront de l'era de l'ermita encara es mantenen les restes de l'aqüeducte romà que portava aigua fins a l'altra banda del barranc dels Arcs.
Per això també la partida i el barranc reben el nom de "els Arcs", ja que conserven la toponímia referent a la vella construcció romana.